# Bullworker
Bullworker é uma máquina de exercício físico chamado exercício isométrico que foi inventada por Gert F. Kölbel em 1962.

## A  máquina que precedeu o Bullworker

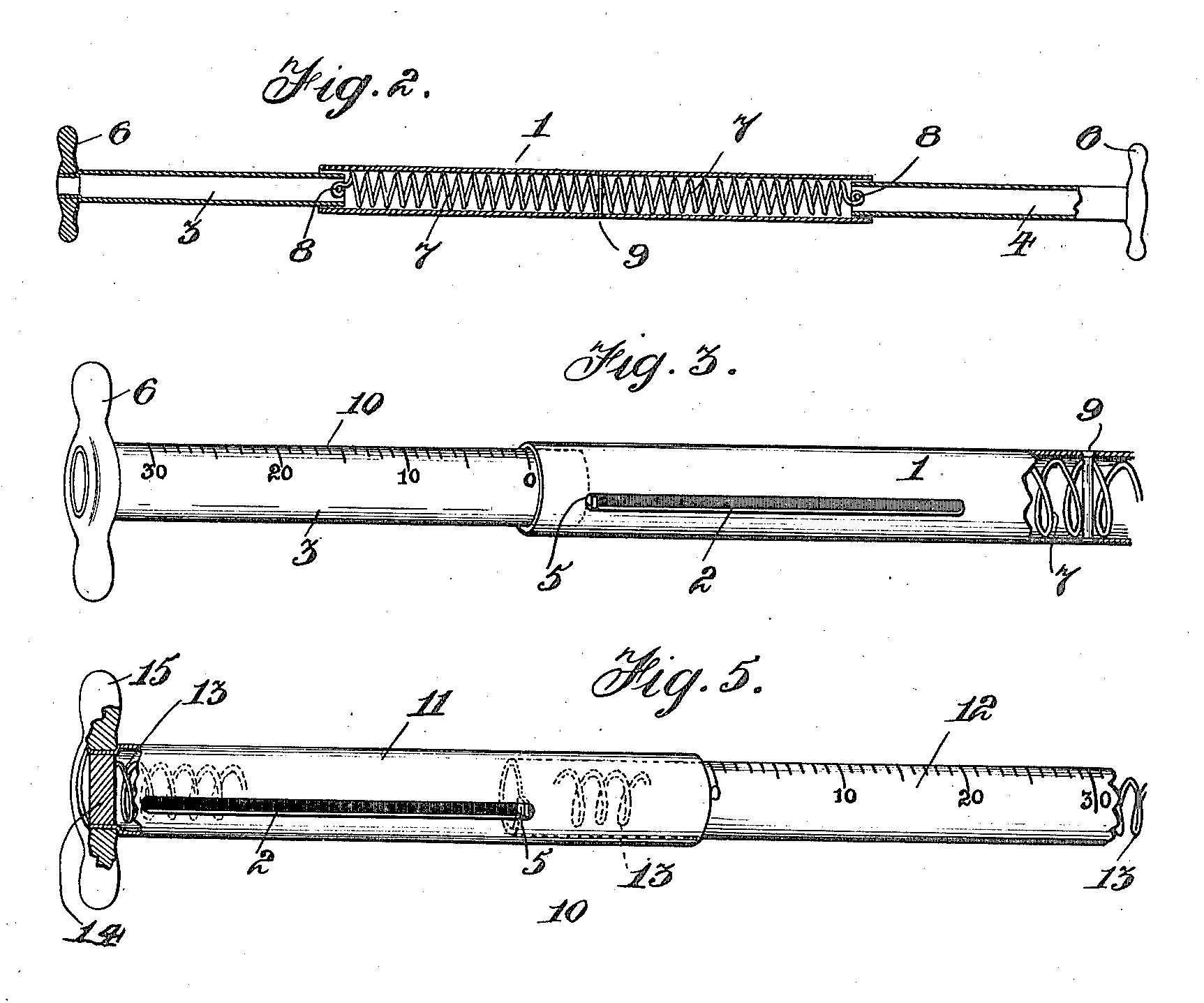
Imagem da máquina de exercício físico do Pons

Em 1912, Arthur A. Pons, um americano de Broolyn, registrou uma patente para uma máquina de exercício fisico que  se parecia muito com o primeiro bullworker, exceto que ainda não tinha  cabos laterais e consistia em três cilindros telescópicos com uma mola de manga no centro, com duas alças presas nas extremidades deles, mais exterior.

## Exercícios isométricos
Na década de 1950, os cientistas alemães Erich Albert Müller e Theodor Hettinger observaram "que contrações envolvendo cerca de menos de um terço da força máxima não levam ao desenvolvimento muscular. Se a contração de um músculo exceder um terço de sua força máxima, sua massa aumenta e, portanto, também a sua força ".
Este é o nascimento de uma técnica de fitness conhecida sobre o nome exercício isométrico. Juntos, eles desenvolveram um programa de treinamento baseado em exercícios isométricos e um deles, Theodor Hettinger, publicou um livro Physiology of Strength.
Na década de 1960, o professor James Baley experimentou os exercícios isométricos com 104 estudantes da Universidade de Connecticut. Os testes foram para medir aumentos de força, resistência, coordenação e agilidade. O artigo original é muito  complexo, embora tenha mostrado ganhos significativos após um programa de exercícios isométricos de quatro semanas.

## O surgimento do Bullworker

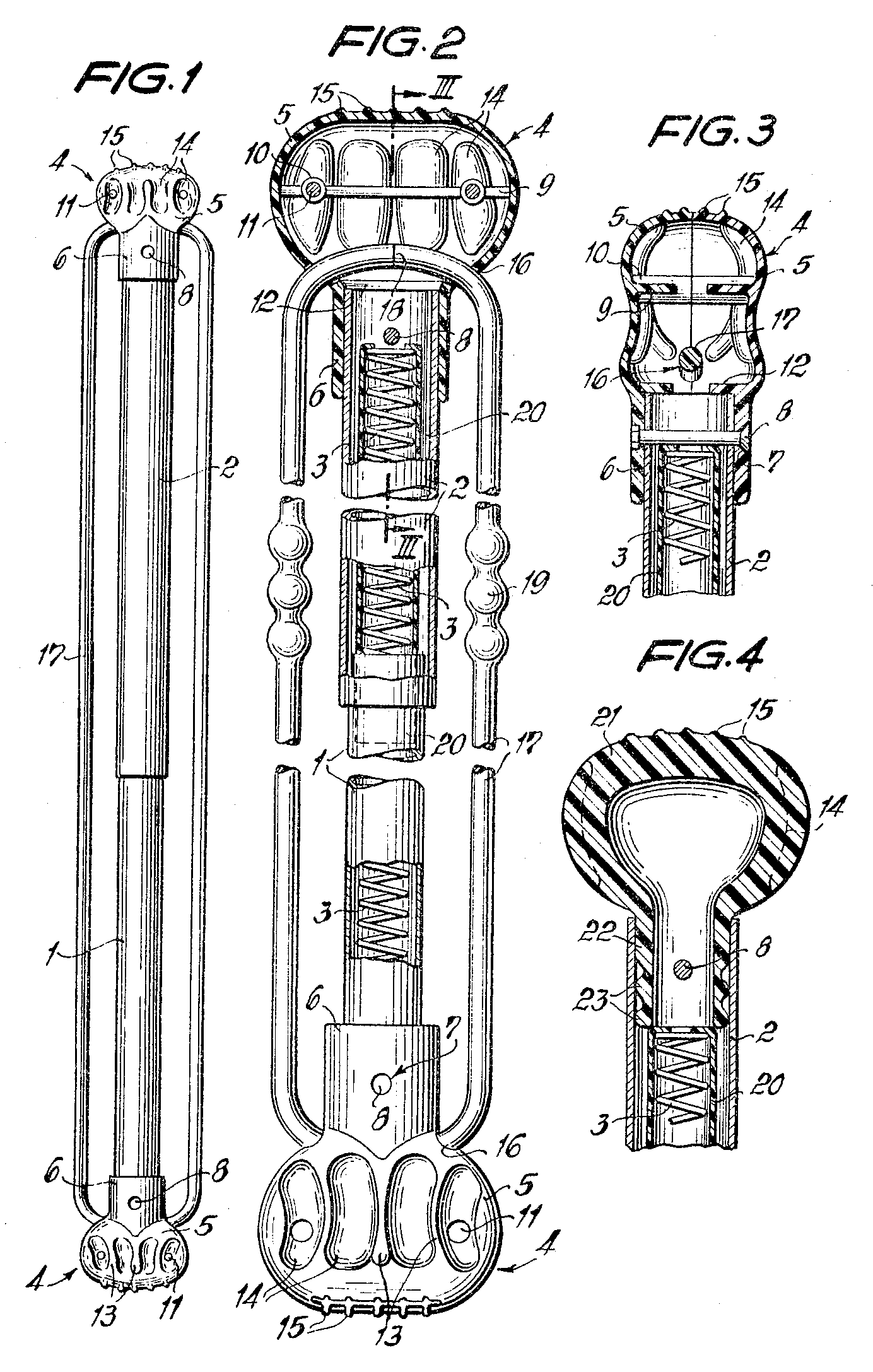
Imagem da patente do tensolador

No início dos anos 1960, Gert F. Kölbel aprimorou o dispositivo do Arthur A. Pons para criar o Bullworker. A adição dos cabos laterais permite que seja usado para movimentos de contração e também extensão. envolvendo amplitude de movimento para todos os principais grupos musculares.

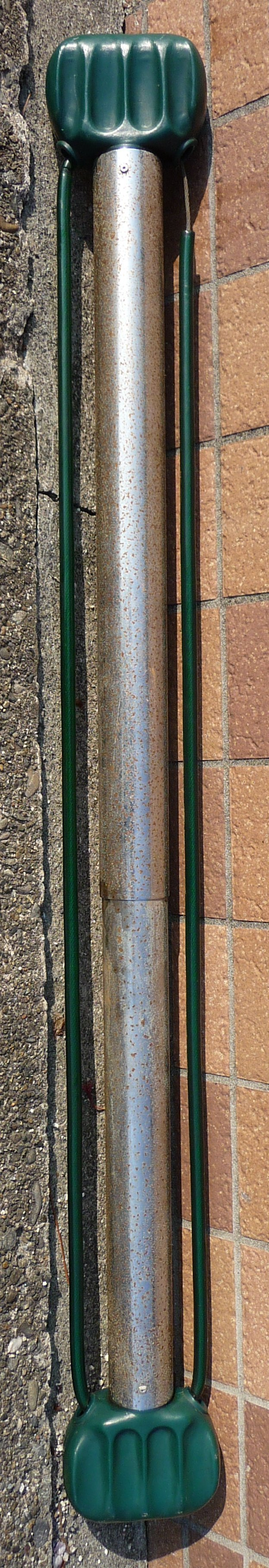
Bullworker na década de 1960

O Bullworker original consistia em dois cilindros telescópicos com uma mola de manga no centro, com duas alças presas nas extremidades. Dois cabos opostos estão presos às alças em cada extremidade do dispositivo. Os exercícios são realizados empurrando os cilindros, puxando os cabos para fora dos cilindros ou qualquer variação dos mesmos. A compressão resultante da mola interna cria a resistência desejada. O Bullworker retornará à sua posição original quando a pressão for liberada. Resistência de até 68 kg, ou ainda mais resistência é possível durante os exercícios.

## Versões recentes do Bullworker

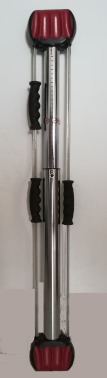
Um Bullworker nos anos 2010, com alças

Desde que o dispositivo de fitness Bullworker foi lançado no mercado, versões modernizadas foram desenvolvidas, incluindo o Bullworker. X5, que oferece um sistema de fita dupla em vez dos cabos laterais. No entanto, os conceitos isométricos funcionais do Bullworker para melhorar a aptidão permanecem os mesmos.

## Exemplos de programas de treinamento
- Programa de treinamento de Bullworker
- Bullworker Novo programa de treinamento
- Cartaz do Bullworker X5

## O Bullworker na cultura
- No filme Never Say Never Again, James Bond usa um Bullworker como arma contra Lippe.
- A página biográfica de Gert F. Kölbel afirma que entre os usuários famosos estavam: Franz Beckenbauer, Konrad Adenauer e Muhammad Ali.[9]
- Há uma fotografia mostrando um trabalhador por trás de Bruce Lee .